# Забоев, Василий Андреевич
Васи́лий Андре́евич Забо́ев (1914 — 14 января 1945) — полный кавалер ордена Славы, участник Великой Отечественной войны.

## Довоенная биография
Василий Андреевич Забоев родился в 1914 году в деревне Дань ныне Корткеросского района р-на (республика Коми) в семье крестьянина. По национальности коми. Окончил 5 классов школы. Затем работал в колхозе.

## Участие вВОВ
Василий Андреевич Забоев в ряды РККА вступил в январе 1942 года. Через месяц был уже на фронте.
1 декабря 1943 года наводчик орудия 1438-го самоходного артиллерийского полка (18-го танкового корпуса, 5-я гвардейская танковая армия, 2-й Украинский фронт) старший сержант Забоев у села Бандуровка (Кировоградская область, вблизи города Александрия при отражении контратаки врага поджег танк. Во время этого боя получил ранение, но поля боя не покинул.
В 1943 году Василий Андреевич Забоев вступил в КПСС.
8 декабря этого же года в городе Знаменка вывел из строя 4 пулемета, орудие, 3 автомашины и свыше 10 солдат.
Указом Президиума Верховного Совета СССР от 22 января 1944 года «за образцовое выполнение заданий командования в боях с немецко-фашистскими захватчиками» старший сержант Забоев Василий Андреевич награждён орденом Славы 3-й степени.
7 марта 1944 года Василий Андреевич Забоев в бою за село Соколовочка (Тальновский район, Черкасская область) подбил танк.
9 марта 1944 года в боях у сел Тальное и Каменечье (Тальновский район, Черкасская область) вывел из строя танк, 3 БТР, 2 орудия с расчетами, а 13 марта 1944 года одним из первых переправился через реку Южный Буг и вместе с бойцами захватил опорный пункт в городе Сальково.
24 марта 1944 года при освобождении станции Абальмеков подбил паровоз бронепоезда противника, а также 2 миномета с расчетами и много солдат.
Указом Президиума Верховного Совета СССР от 25 октября 1944 года «за образцовое выполнение заданий командования в боях с немецко-фашистскими захватчиками» старший сержант Забоев Василий Андреевич награждён орденом Славы 2-й степени.
4 января 1945 года вблизи населенного пункта Фельшеерш (Венгрия, 20 км западнее города Будапешта) старшина Забоев во время боя заменил раненого командира САУ. Приняв командование на себя старшина Забоев отразил три атаки врага, уничтожил 3 танка, 2 орудия, 2 миномета, пулеметную точку и до 30 солдат и офицеров противника. Во время этого боя Василий Андреевич был тяжело ранен и 14 января 1945 года умер от ран.
А 24 марта 1945 года указом Президиума Верховного Совета СССР «за образцовое выполнение заданий командования в боях с немецко-фашистскими захватчиками» старшина Забоев Василий Андреевич награждён орденом Славы 1-й степени, став полным кавалером ордена Славы.
Похоронен в населенном пункте Кичкунешвеке (Венгрия). Был так же награждён медалями.

## Награды
- Орден Славы 3-й степени (22 января 1944) — за образцовое выполнение заданий командования в боях с немецко-фашистскими захватчиками
- Орден Славы 2-й степени (25 октября 1944) — за образцовое выполнение заданий командования в боях с немецко-фашистскими захватчиками
- Орден Славы 1-й степени (24 марта 1945) — за образцовое выполнение заданий командования в боях с немецко-фашистскими захватчиками